# Višera (affluente della Vyčegda)
La Višera (in russo Вишера?) è un fiume della Russia europea settentrionale (Repubblica dei Komi), affluente di destra della Vyčegda nel bacino della Dvina Settentrionale.

## Corso del fiume
La Višera nasce nelle paludi attorno al lago Sindorskoe, all'interno della Repubblica dei Komi, prevalentemente per lo scioglimento della neve accumulata. Scorre subito verso est fino alla foce del tributario Pugdym, per poi rivolgere verso sud. Infine sfocia nella Vyčegda nei pressi del villaggio di Storoževsk (distretto di Kortkerosskij).
La Višera raccoglie le acque degli affluenti Pugdym (37 km) e Nivšera (entrambi da sinistra).
La Višera è gelata, in media, da novembre ad aprile. Al di fuori di questo periodo il fiume è navigabile fino alla confluenza dell'affluente Nivšera.

## Economia e sviluppo
Il corso superiore del fiume è scarsamente popolato. Lungo il basso corso Nivšera e poi lungo il basso corso del Višera corre una strada che collega alcuni insediamenti a Storoževsk.